# Sceloporus grammicus
Sceloporus grammicus (мескітова ігуана) — вид ігуаноподібних ящірок родини фриносомових (Phrynosomatidae). Мешкає в Мексиці і США.

## Опис

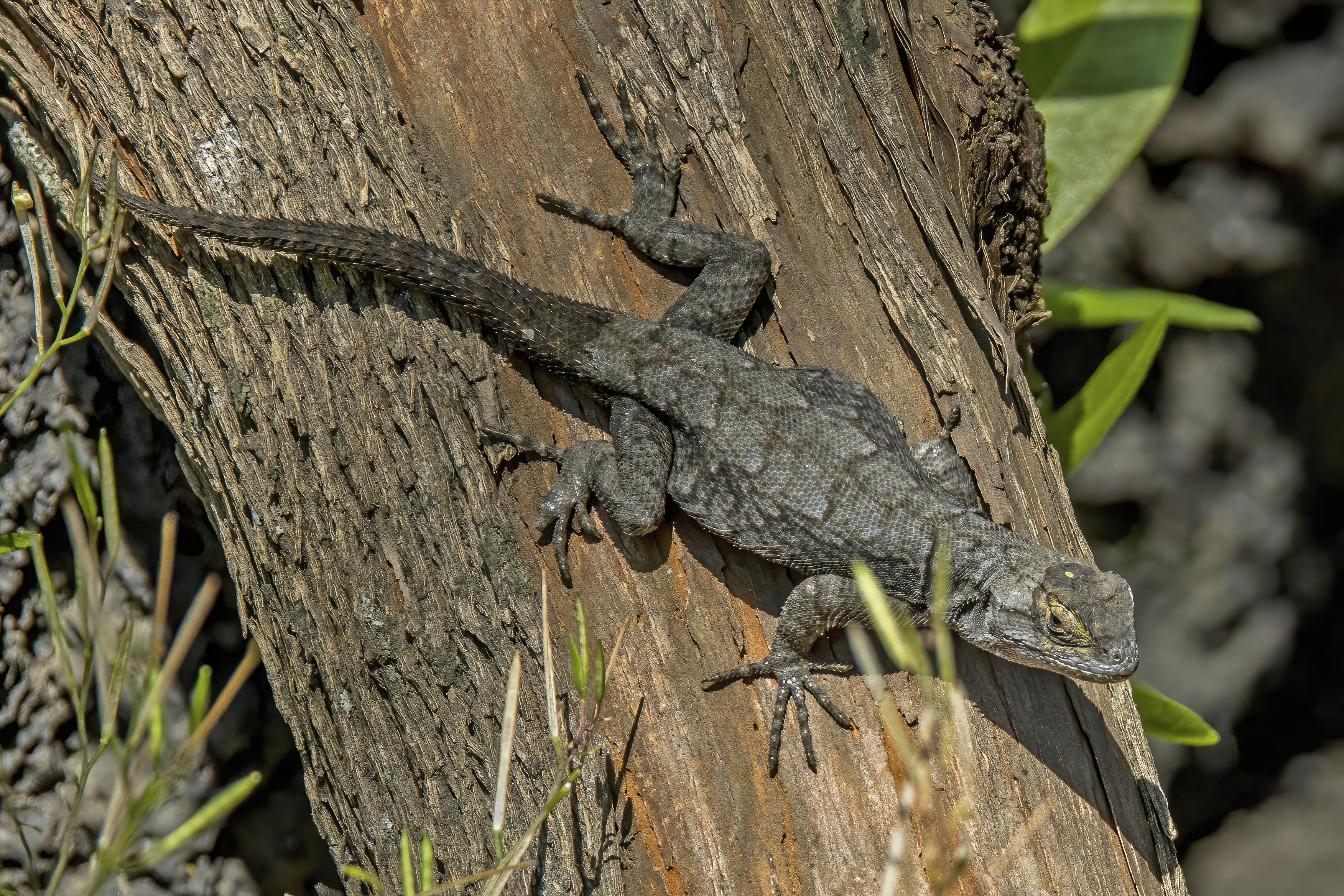
Самець мескітової ігуани (підвид S. g. microlepidotus)

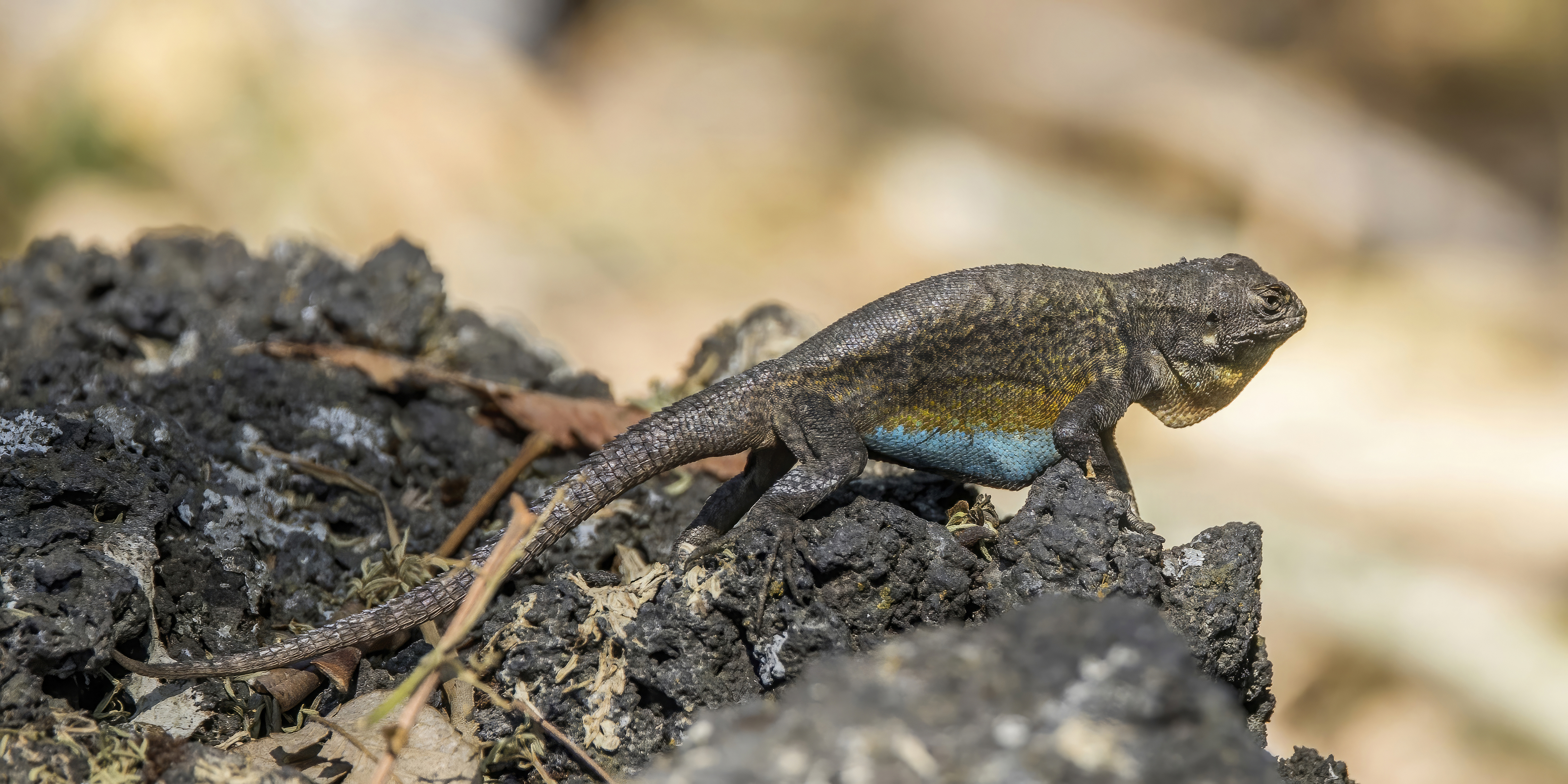
Самець мескітової ігуани (підвид S. g. microlepidotus)

Довжина мескітової ігуани становить 10-17,5 см, враховуючи хвіст. Хвіст є довшим за решту тіла. Верхня частина тіла оливкова або сіра, поцяткована 3-6 темними смугами. Передні кінцівки і хвіст поцятковані вузькими смугами. Самці відрізняються від самиць наявністю синіх і чорних плям на горлі, темних смуг на плечах і синіх плям на боках, іноді з чорними краями.

## Підвиди
Виділяють чотири підвиди:
- Sceloporus grammicus disparilis Stejneger, 1916;
- Sceloporus grammicus grammicus Wiegmann, 1828;
- Sceloporus grammicus microlepidotus Wiegmann, 1834;
- Sceloporus grammicus tamaulipensis Sites & Dixon, 1981.

## Поширення і екологія
Мескітові ігуани мешкають на півдні Техасу, а також на більшій частині Мексики, за винятком північного заходу і південного сходу країни. Вони живуть в мескітових і дубових лісах, трапляються серед скель, на деревах та на землі. Живляться переважно комахами. Живородні, самиці народжують від 2 до 12 дитинчат.